# Crangonyx antennatus
Crangonyx antennatus is een vlokreeftensoort uit de familie van de Crangonyctidae. De wetenschappelijke naam van de soort is voor het eerst geldig gepubliceerd in 1881 door Cope & Packard.